# ريس شارب
ريس شارب (بالإنجليزية: Rhys Sharpe)‏ (17 أكتوبر 1994 بنوتنغهام في المملكة المتحدة - ) هو لاعب كرة قدم بريطاني في مركز الدفاع. شارك مع منتخب أيرلندا الشمالية تحت 21 سنة لكرة القدم. أما مع النوادي، فقد لعب مع ديربي كاونتي وشروزبري تاون ونوتس كاونتي وMickleover F.C. ‏ ونادي تاموورث.

## وصلات خارجية
- ريس شارب على موقع الاتحاد الأوربي (الإنجليزية)
- ريس شارب على موقع قاعدة بيانات كرة القدم.إي يو (الإنجليزية)
- ريس شارب على موقع Soccerbase.com (لاعب) (الإنجليزية)
- ريس شارب على موقع Soccerway.com (الإنجليزية)